# Cy Kendall
Cyrus Willard Kendall, detto Cy (Saint Louis, 10 marzo 1898 – Woodland Hills, 22 luglio 1953), è stato un attore statunitense.

## Filmografia parziale
- Il re dei Pecos (King of the Pecos), regia di Joseph Kane (1936)
- Il sentiero solitario (The Lonely Trail), regia di Joseph Kane (1936)
- Sea Spoilers, regia di Frank R. Strayer (1936)
- It Could Happen to You, regia di Phil Rosen (1937)
- Vendetta (They Won't Forget), regia di Mervyn LeRoy (1937)
- Calling All Marines, regia di John H. Auer (1939)
- Hullabaloo, regia di Edwin L. Marin (1940)
- Andy Hardy incontra la debuttante (Andy Hardy Meets Debutante), regia di George B. Seitz (1940)
- Alias Boston Blackie, regia di Lew Landers (1942)
- Rivalità (Silver Queen), regia di Lloyd Bacon (1942)
- Tarzan a New York (Tarzan's New York Adventure), regia di Richard Thorpe (1942)
- La casa della morte (Lady in the Death House), regia di Steve Sekely (1944)
- Blonde for a Day, regia di Sam Newfield (1946)